# The Last Juror
The Last Juror (br: O Último Jurado) é um livro de ficção escrito por John Grisham. A primeira edição foi publicada em 3 de fevereiro de 2004 pela editora Doubleday.

## Sipnose
A história se passa na cidade fictícia de Clanton, Mississippi entre 1970 e 1979. Sua trama central é o jornal The Ford County Times, que quase vai à falência no ano de 1970, mas acaba sendo vendido para Willie Traynor, um jovem jornalista de 23 anos. Traynor tem a expectativa de trazer bons resultados para o jornal, até que uma mulher de 31 anos chamada Rhoda Kasselaw acaba sendo estuprada e assassinada por um membro da notória e temida Família Padgitt. Desde então, Willie Traynor passa a publicar no jornal fatos relacionados ao crime, tendo como personagem central o acusado, Danny Padgitt. Com essas reportagens, o jornal ganha influência e prosperidade. Entretanto, Willie Traynor acaba também se envolvendo em uma história sombria, devido à grande influência da Família Padgitt, conhecida por suas criminalidades - tais como fabricação ilegal de bebidas alcoólicas, tráfico de drogas, entre outros - e seu forte domínio sobre o condado de Ford. Ele terá de enfrentar a Família Padigtt, juntamente com seu advogado, Lucien Wilbanks e o xerife Coley, um dos aliados da família. Mas também terá o apoio de Harry Rex Vonner, um habitante influente da cidade, Baggys e Margareth, dois de seus funcionários do jornal e do casal Calie e Esau Ruffin, um casal de negros.
A trama também envolve assuntos relevantes da década de 1970, tais como a segregação racial nos Estados Unidos entre negros e brancos. 
A história é dividida em três partes aproximadamente iguais. A primeira abrange a possível falência do jornal The Ford County Times, até que este é comprado por Willie Traynor; a segunda concentra-se na adaptação de Willie ao condado de Ford, tendo em vista que ele é natural de Memphis; e a terceira parte trata do tão aguardado julgamento de Danny Padgitt, o assassinato dos jurados e outros principais eventos. 

## Principais personagens do livro
- Willie Traynor - O principal protagonista, editor e proprietário do jornal do condado de Ford, The Ford County Times;
- Danny Padgitt - um membro da notória Família Padgitt. Estuprou e assassinou Rhoda Kassellaw, mas lhe é concedida a liberdade condicional depois de apenas nove anos de prisão.
- Calia Harris Ruffin (Miss Callie) - uma senhora negra, com oito filhos, sendo que sete deles possuem Ph.Ds. Naquela época, nos Estados Unidos, ainda vigorava a segregação racial entre brancos e negros, e Miss Callie torna-se notável por haver lutado contra tais políticas. Ela é selecionada para o serviço do júri no julgamento de Danny Padgitt;
- Lucien Wilbanks - advogado de defesa de Danny Padgitt;
- Suggs Baggy - um repórter alcoólico do The Times;
- Margareth - Uma das funcionárias do jornal, amiga leal de Willie;
- Wiley Meek - fotógrafo do jornal;
- Rhoda Kasselaw - Viúva de 31 anos, foi estuprada e assassinada por Danny Padgitt em fevereiro de 1970. Seu assassinato é a trama central da história;
- Harry Rex Vonner - Um advogado que se torna amigo de Willie, ajudando-o em várias questões legais e morais ao longo da década de 1970;
- Sam Ruffin - Filho caçula de Calia Ruffin. Ele teve um caso amoroso com uma mulher branca casada e tem medo de voltar para Clanton;
- Juiz Loopus - Juiz no julgamento Padgitt;
- Ernie Gaddis - Advogado de acusação no julgamento Padgitt;
- Hank Hooten - Outro advogado no julgamento de Danny Padgitt. Há rumores de que tenha tido um romance com Rhoda Kasselaw antes desta ser assassinada.